# Адияман (провінція)
Адияма́н (тур. Adıyaman) — провінція на південному сході Туреччини. Площа 7 572 км². Населення 623 811 чоловік (2000). Адміністративний центр — місто Адияман.